# Travers NE
| NE ist das Kürzel für den Kanton Neuenburg in der Schweiz. Es wird verwendet, um Verwechslungen mit anderen Einträgen des Namens Travers zu vermeiden. |

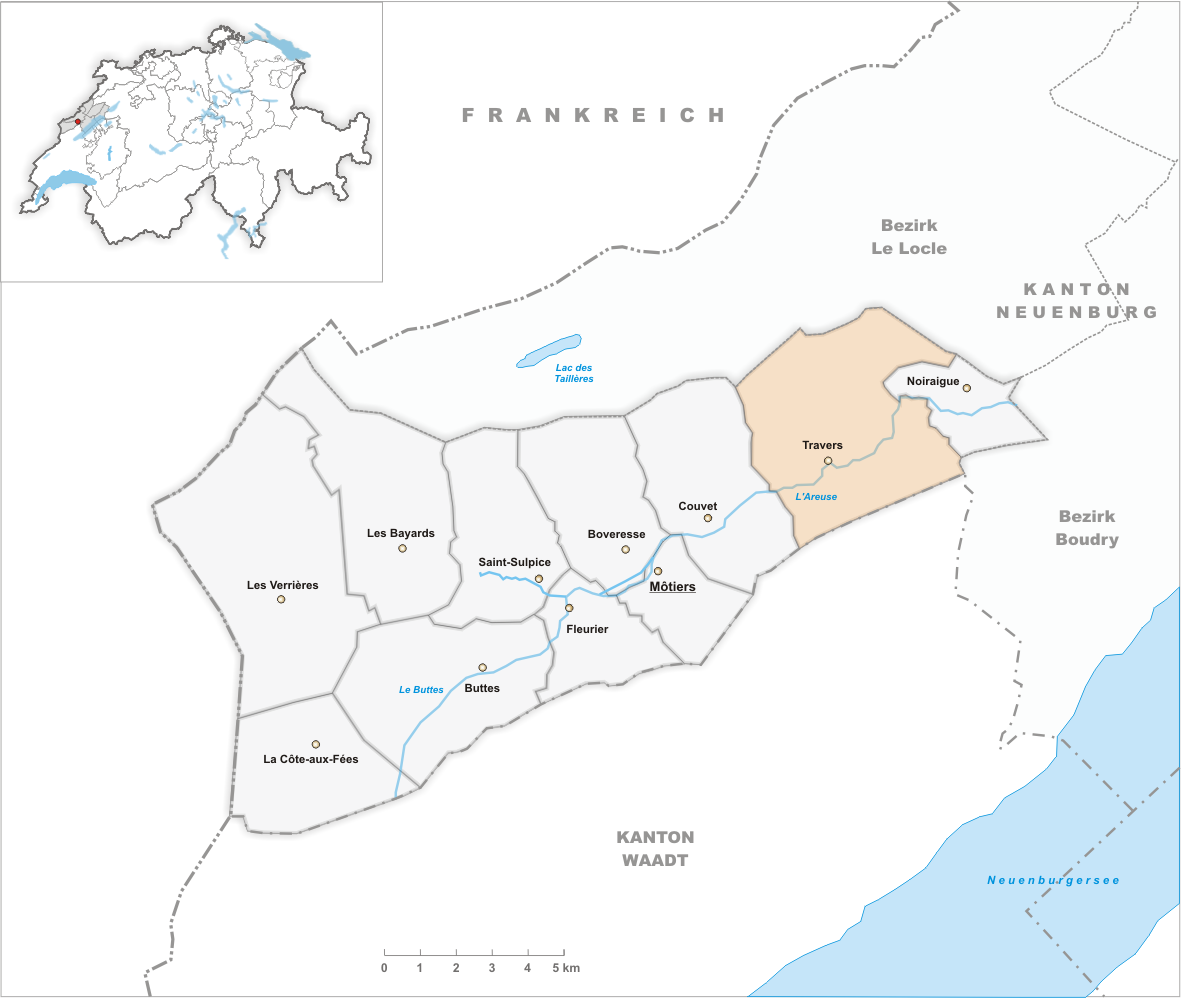
Gemeindestand vor der Fusion am 1. Januar 2009

Travers war bis zum 31. Dezember 2008 eine politische Gemeinde im Distrikt Val-de-Travers des Schweizer Kantons Neuenburg, rund um das gleichnamige Dorf.
Seit dem 1. Januar 2009 gehört Travers zusammen mit Boveresse, Buttes, Couvet, Fleurier, Les Bayards, Môtiers, Noiraigue und Saint-Sulpice zur neu gebildeten Gemeinde Val-de-Travers.

## Geographie
Travers liegt auf 735 m ü. M., 20 Kilometer westsüdwestlich der Kantonshauptstadt Neuenburg (Luftlinie). Das Dorf erstreckt sich grösstenteils auf der nördlichen Seite  der Areuse im breiten Val de Travers, umgeben von den Höhen des Neuenburger Juras.
Die Fläche des 24,7 km² grossen ehemaligen Gemeindegebiets umfasst den östlichen Abschnitt des Val de Travers, das einen rund 600 m breiten flachen Talboden aufweist. Östlich des Dorfes beschreibt die Areuse einen Bogen nach Norden, passiert die Engstelle zwischen den Steilhängen Côte Lambercier und Côte de Rortier und tritt dann in den Talkessel von Noiraigue ein, dessen westlicher Teil ebenfalls zu Travers gehörte. Im Süden erstreckte sich das Gemeindegebiet über den dicht bewaldeten Steilhang (Bois des Lacherels) auf die Antiklinale des Chasseron. Ganz im Südosten reichte es beim Soliat bis an den oberen Rand der Felsenarena des Creux du Van, wo mit 1410 m ü. M. der höchste Punkt von Travers lag. Nach Norden erstreckte sich der Gemeindeboden über die Hochfläche von Rotel und den Crêt de Sapel (1210 m ü. M.) bis auf die Höhe von Roumaillard (1263 m ü. M.) und in das Trockental Combe Pellaton. Dieses liegt im Einzugsbereich des Hochtals Vallée des Ponts, von dem der äusserste Südwesten zu Travers gehörte. Besonders auf der Hochfläche von Rotel und auf dem Crêt de Sapel befinden sich ausgedehnte Jurahochweiden mit den typischen mächtigen Fichten, die entweder einzeln oder in Gruppen stehen. Von der Gemeindefläche entfielen 1997 4 % auf Siedlungen, 43 % auf Wald und Gehölze, 52 % auf Landwirtschaft und etwas mehr als 1 % war unproduktives Land.
Zu Travers gehörten die Weiler Vers chez Montandon (730 m ü. M.) rechts der Areuse, Vers chez le Bois (837 m ü. M.) am nördlichen Talhang und Le Sapelet (1098 m ü. M.) am Südhang des Crêt de Sapel sowie zahlreiche Einzelhöfe an den Talhängen und auf den Jurahöhen. Nachbargemeinden von Travers waren Couvet, La Brévine, Les Ponts-de-Martel, Brot-Plamboz, Noiraigue und Gorgier im Kanton Neuenburg sowie Provence im Kanton Waadt.

Historisches Luftbild von Walter Mittelholzer von 1919

## Bevölkerung
| Bevölkerungsentwicklung | Bevölkerungsentwicklung |
| Jahr                    | Einwohner               |
| ----------------------- | ----------------------- |
| 1850                    | 1471                    |
| 1880                    | 1945                    |
| 1900                    | 2093                    |
| 1950                    | 1653                    |
| 1960                    | 1550                    |
| 1970                    | 1445                    |
| 1980                    | 1176                    |
| 1990                    | 1206                    |
| 2000                    | 1180                    |

Mit 1226 Einwohnern (Ende 2007) gehörte Travers zu den mittelgrossen Gemeinden des Kantons Neuenburg. Von den Bewohnern sind 91,0 % französischsprachig, 3,1 % deutschsprachig und 2,0 % italienischsprachig (Stand 2000). Die Bevölkerungszahl von Travers stieg im 19. Jahrhundert rasch an und erreichte 1884 den Höchststand mit 2152 Einwohnern. Danach blieb sie bis nach 1920 nahezu konstant. Im weiteren Verlauf wurde bis 1980 durch starke Abwanderung ein Rückgang um fast 50 % verzeichnet. Seither bleibt die Einwohnerzahl stabil.

## Wirtschaft
Travers war bis Mitte des 19. Jahrhunderts ein hauptsächlich landwirtschaftlich geprägtes Dorf. Danach setzte ein rascher wirtschaftlicher Aufschwung durch die Ansiedlung der Uhrenindustrie ein. Gleichzeitig war auch die Ausbeutung der Asphaltmine La Presta (südwestlich des Dorfes) von Bedeutung. Die Anlage von La Presta gehörte zu den wichtigsten Asphaltminen Europas und führte das Val-de-Travers ins Industriezeitalter. Die insgesamt über 100 km langen Stollen wurden von 1712 bis 1986 ausgebeutet. Das Asphaltvorkommen wurde 1711 vom griechischen Arzt Eirini d’Eirinis entdeckt, der sich für die therapeutische Verwendung des Stoffes interessierte. Nachdem die Minen über 250 Jahre Asphalt geliefert hatten, wurden sie wegen mangelnder Rentabilität stillgelegt. Heute beherbergen die Gebäude der ehemaligen Mine ein Museum. Bei der Besichtigung erfährt man einiges darüber, wie die Stollen mit Holz ausgestreift wurden. Daneben stellt eine Ausstellung die Geschichte der Verwendung des Asphalts seit ihren urgeschichtlichen Anfängen dar.
Seit den 1970er Jahren hat die industrielle Tätigkeit durch die Schliessung mehrerer Betriebe stark abgenommen. Heute gibt es noch Arbeitsplätze im Baugewerbe, in der Mechanik und in der Holzindustrie. Auch die Landwirtschaft, vor allem Viehzucht, Milchwirtschaft und Käseherstellung, spielt eine wichtige Rolle in der Erwerbsstruktur des Dorfes. Da Travers sich in den letzten Jahrzehnten zur Wohngemeinde entwickelt hat, sind zahlreiche Erwerbstätige Wegpendler, die im hinteren Val de Travers oder in Neuenburg arbeiten.

## Verkehr
Die ehemalige Gemeinde ist verkehrsmässig gut erschlossen. Sie liegt an der Hauptstrasse von Neuenburg über den Grenzübergang Les Verrières nach Pontarlier in Frankreich. Am 25. Juli 1860 fand die Einweihung der Eisenbahnlinie von Auvernier nach Les Verrières mit einem Bahnhof in Travers statt. Westlich von Travers beginnt die Steigungsstrecke dieser Linie am nördlichen Talhang des Val de Travers, um die 200 m Höhendifferenz bis zum Pass bei Les Verrières zu überwinden. Erst rund 20 Jahre später, am 24. September 1883 wurde die Tallinie Travers – Saint-Sulpice eröffnet.

## Geschichte
Die erste urkundliche Erwähnung des Ortes erfolgte 1202 unter dem Namen Transversum. Bereits seit 1229 existiert die heutige Bezeichnung, die vom Namen der Talschaft Val de Travers abgeleitet wurde. Seit dem 13. Jahrhundert gehörte das Dorf den Grafen von Neuenburg. 1648 wurde Neuenburg Fürstentum und war ab 1707 durch Personalunion mit dem Königreich Preussen verbunden. 1806 wurde das Gebiet an Napoleon I. abgetreten und kam 1815 im Zuge des Wiener Kongresses an die Schweizerische Eidgenossenschaft, wobei die Könige von Preussen bis 1848 (formell bis zum Neuenburgerhandel 1857) auch Fürsten von Neuenburg blieben. Am 13. September 1865 fielen zahlreiche Häuser einem Dorfbrand zum Opfer.

## Persönlichkeiten
- René Gerber (1908–2006), Komponist
- Jean-Louis Leuba (1912–2005), evangelischer Geistlicher und Rektor der Universität Neuenburg

## Sehenswürdigkeiten
Bereits 1228 wurde eine Kirche in Travers erwähnt. Der heutige Bau der reformierten Kirche Saint-Côme wurde 1569 errichtet, der Kirchturm stammt von 1632. Neben der Kirche steht das Schloss aus dem 17. und 18. Jahrhundert. Die katholische Kirche Saint-Joseph wurde 1939 erbaut. Bemerkenswert ist auch die 1665 erstellte vierjochige Steinbrücke über die Areuse. Die Häuser im Ortskern zeigen einen einheitlichen Stil, da sie alle etwa zur gleichen Zeit nach dem Dorfbrand errichtet wurden.
Zu den Sehenswürdigkeiten gehört auch die Asphalt-Minen in La Presta, die etwas ausserhalb des Dorfes liegen, mit ihrem Museum und den angebotenen Führungen (vergleiche Abschnitt Wirtschaft).

## Bilder

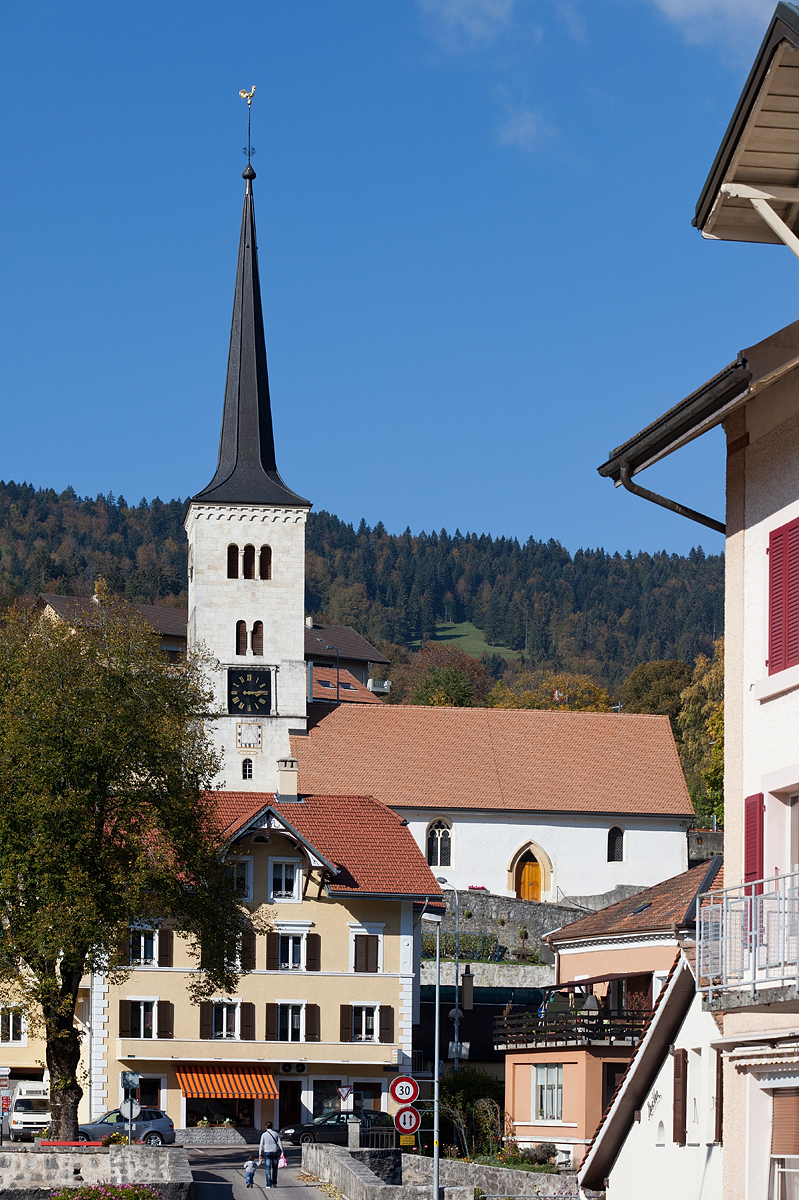
Reformierte Kirche
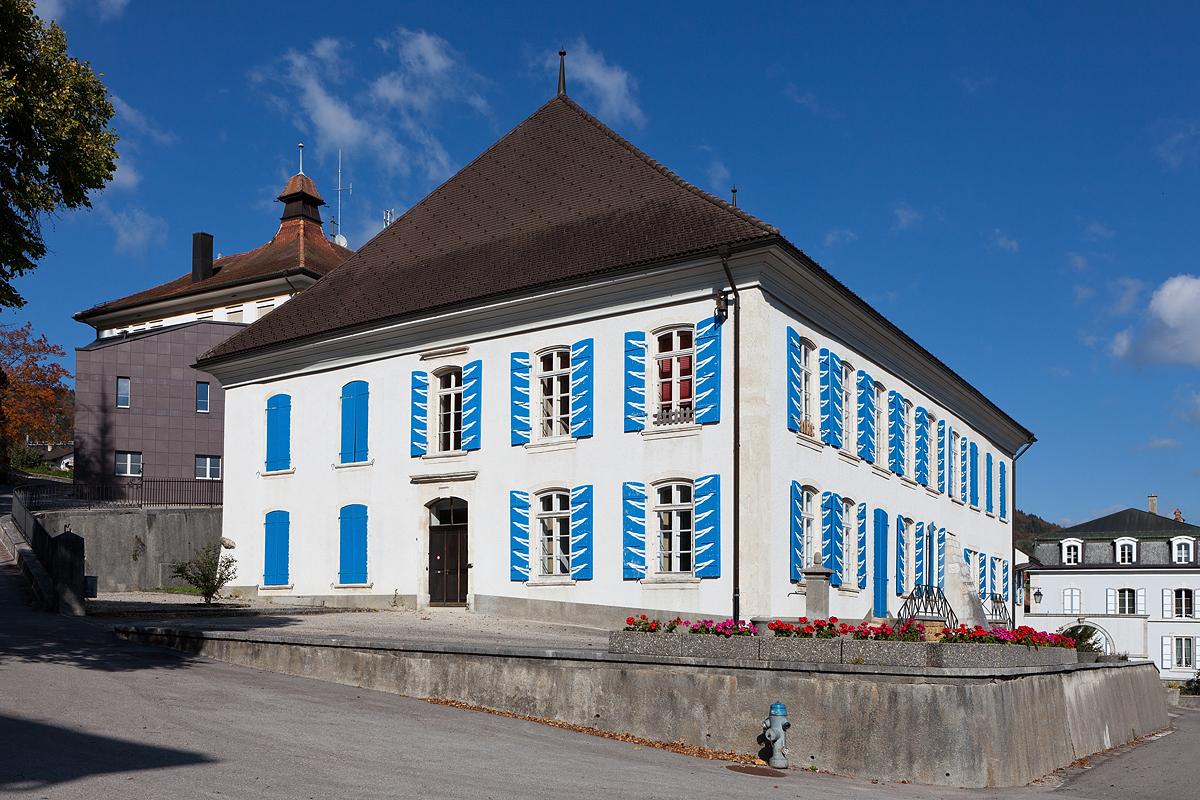
Schloss Travers
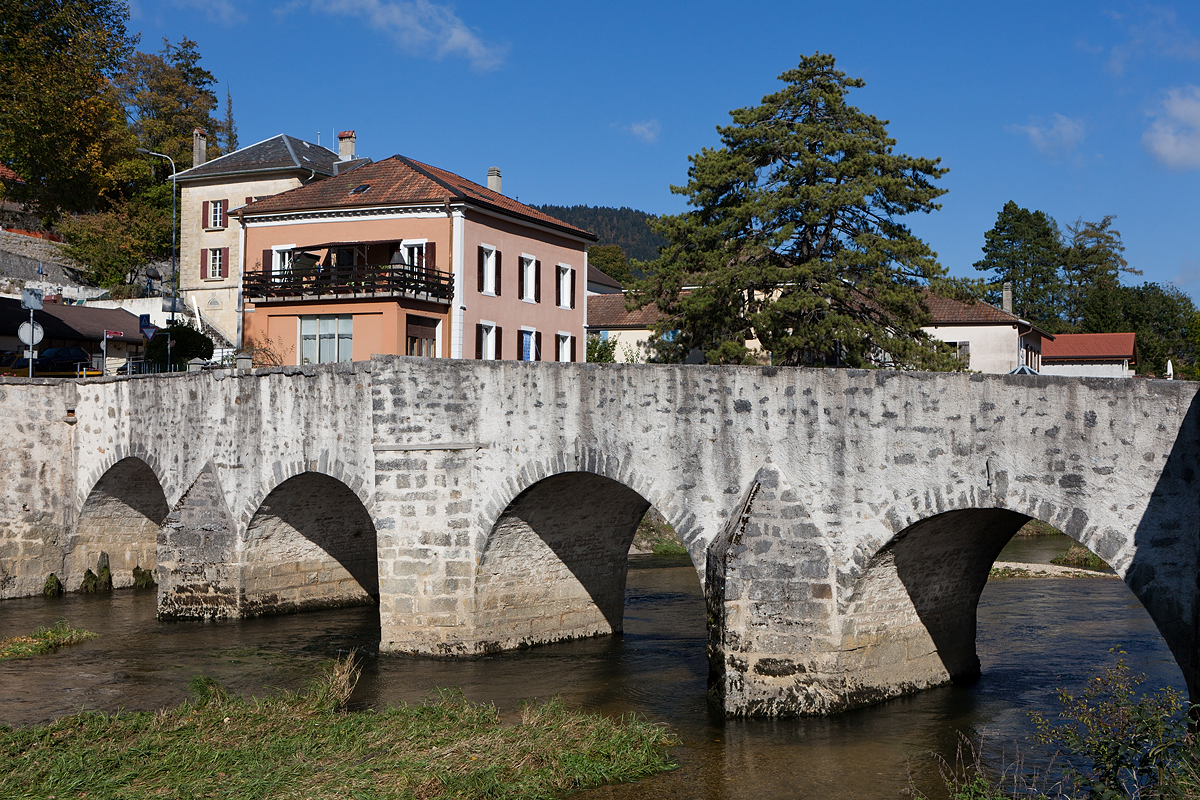
Pont sur l’Areuse